# 가이슈 (승려)
가이슈(戒秀, 출생년대 불명 ~ 1015년)는 일본 헤이안 시대의 승려, 시인이다.
기요하라노 모토스케의 아들이고 세이 쇼나곤의 오라비이다.
히에이 산에서 사이초의 법통을 이어받았으며 가잔 상황에 등용되는 한편 1004년 후지와라노 미치나가를 방문하였다.